# Provincia del Ducato di Milano
Dopo la conquista spagnola, il Ducato di Milano fu una suddivisione amministrativa della Lombardia, precursore dell'odierna Provincia di Milano. Come nel periodo precedente, continuò informalmente a dare il proprio nome anche all'insieme dello Stato di Milano, anche se tale abitudine andò via via a perdersi col passare del tempo.

## Storia
Dopo aver perso la propria sovranità a causa dell'estinzione degli Sforza, il nucleo centrale del Ducato di Milano continuò ad esistere come entità amministrativa. I nomi di Ducato di Milano o Provincia del Ducato divennero intercambiabili. Il ducato era di gran lunga il maggior compartimento dello Stato, ricomprendendo anche Varese, Lecco e l'Ossola, che fu poi persa nel Settecento.

## Suddivisione del 1757
- città di Milano
- Corpi Santi
- pieve di Agliate[1]
  - Agliate; Albiate; Besana superiore e inferiore; Briosco; Calò; Canonica del Lambro; Capriano; Carate; Cazzano; Colzano; Correzzana; Costa; Giussano; Monte; Renate; Robbiano; Sovico; Tregasio; Triuggio; Valle; Veduggio; Verano; Vergo; Villa Raverio
- pieve di Angera[2]:
  - Angera; Barzola; Capronno; Cheglio; Ispra con Cassina d'Inquassi; Lentate; Lisanza; Mercallo; Oriano con Oneda; Ranco con Uppone; Sesto Calende con Coquo; Taino
- pieve di Appiano[3];
  - Appiano; Beregazzo con Figliaro; Binago; Bulgarograsso; Carbonate; Cassina Ferrara; Castelnuovo; Cirimido; Fenegrò; Gerenzano; Guanzate; Limido; Locate; Lomazzo; Lurago Marinone; Lurate Abbate; Mozzate; Oltrona; Rovello; San Bartolomeo con Cassina Fontana; Turate; Veniano Superiore e Inferiore
- pieve di Arcisate[4]
  - Arcisate; Besano; Bisuschio; Brenno; Cazzone con Ligurno; Clivio; Cuasso al Monte e al Piano; Induno con Frascarolo; Porto; Saltrio; Valganna, Viggiù
- pieve di Bollate[5]
  - Bollate; Baranzate; Cassina Nuova; Cassina Pertusella; Castellazzo; Cesate; Garbagnate; Novate; Pinzano; Roserio; Senago; Vialba
- pieve di Brebbia[6]
  - Brebbia; Bardello; Barza con Monteggia; Besozzo; Biandronno; Bogno; Bregano; Cadrezzate; Cardana; Cazzago; Cocquio con Sant'Andrea; Comabbio; Comerio; Gavirate con Fignano; Malgesso; Monate; Monvalle con Turro; Olginasio; Osmate; Ternate con San Sepolcro; Travedona; Trevisago; Varano; Voltorre
- pieve di Brivio[7]
  - Brivio; Airuno; Aizurro; Bagaggera; Calco; Imbersago; Merate; Novate; Olgiate; Mondonico; Paderno; Robbiate; Sabbioncello; Sartirana; Verderio Inferiore; Verderio Superiore
- pieve di Bruzzano[8]
  - Bruzzano; Affori; Bicocca, Bresso; Brusuglio; Cormano; Crescenzago; Dergano; Gorla; Niguarda; Precentenaro; Precotto; Segnano; Turro
- pieve di Castelseprio[9]
  - Castelseprio con Vicoseprio; Abbiate Guazzone; Carnago; Caronno Corbellaro; Caronno Ghiringhello; Castiglione; Castronno; Gornate Inferiore; Gornate Superiore; Lonate Ceppino; Lozza; Morazzone; Rovate; Torba; Tradate; Vedano; Venegono Inferiore; Venegono Superiore
- pieve di Cesano Boscone[10]
  - Cesano Boscone; Assago; Assiano; Baggio; Bazzana Sant'Ilario; Bazzanella; Buccinasco; Corsico; Cusago; Grancino; Gudo Gambaredo; Loirano; Lorenteggio; Muggiano; Romanobanco; Ronchetto; Rovido; Sella Nuova; Seguro; Settimo; Terzago; Trezzano; Vighignolo
- pieve di Corbetta[11]
  - Corbetta; Abbiategrasso; Albairate; Bareggio; Basiano; Bernate; Besate; Bestazzo; Boffalora; Bugo; Cassina Pobbia; Castellazzo de' Barzi; Cisliano; Coronate; Fallavecchia; Lugagnano; Magenta; Marcallo; Menedrago; Mesero; Motta Visconti; Ossona; Ozzero; Ravello; Robecco; Santo Stefano; San Vito; Sedriano; Ticinello; Vittuone
- pieve di Cornegliano[12]
  - Cornegliano; Albignano; Cavaione; Incugnate; Melzo; Truccazzano
- pieve di Dairago[13]
  - Dairago; Arconate; Bienate; Borsano; Buscate; Busto Garolfo; Castano; Cuggiono Maggiore e Minore; Furato; Induno; Inveruno; Lonate Pozzolo; Magnago; Malvaglio; Nosate; Robecchetto; Sant'Antonino; Tornavento; Turbigo; Vanzaghello; Villa Cortese
- pieve di Desio[14]
  - Desio; Balsamo; Biassono; Bovisio; Cassina Aliprandi; Cassina Amata; Cassina Savina; Cinisello; Cusano; Dugnano; Incirano; Lissone; Macherio; Masciago; Muggiò; Nova; Paderno; Palazzolo; Seregno; Varedo; Vedano
- pieve di Gallarate[15]
  - Gallarate; Albizzate; Arnate; Besnate; Bolladello; Busto Arsizio; Cajello; Cardano; Cassano Magnago; Cassina Verghera; Cedrate; Crenna; Ferno; Jerago; Oggiona con Santo Stefano; Orago con Cavaria; Peveranza; Premezzo; Samarate con Costa; Solbiate sull'Arno
- pieve di Galliano[16]
  - Cantù; Alzate; Carimate; Cucciago; Figino; Intimiano; Montorfano; Novedrate
- pieve di Garlate[17]
  - Garlate; Bartesate con Mozzana; Biglio; Capiate; Consonno; Dozio; Galbiate; Malgrate; Olginate; Pescate con Pescalina; Sala; Valgreghentino con Parzano; Valmadrera
- pieve di Gera d'Adda[18]
  - Gera d'Adda; Agnadello; Arzago; Boffalora; Brignano; Calvenzano; Canonica; Caravaggio; Casirate; Castel Rozzone; Corte del Palasio; Dovera; Farra; Massari de'Melzi; Misano; Pagazzano; Pandino; Pontirolo; Rivolta; Roncadello; Tormo; Vailate
- pieve di Gorgonzola[19]
  - Gorgonzola; Bellinzago; Bisentrate; Bornago; Bussero; Cambiago; Camporicco; Cassina de' Pecchi; Cernusco Asinario; Gessate; Inzago; Masate; Pessano; Pozzolo; San Pedrino; Sant'Agata; Trecella; Vignate
- pieve di Incino[20]
  - Incino; Albese; Alserio; Anzano; Arcellasco; Buccinigo; Carcano; Cassano; Colciago; Crevenna; Erba; Fabbrica; Lambrugo; Lezza; Lurago; Merone; Monguzzo; Orsenigo; Parravicino con Casiglio; Ponte; Villalbese
- pieve di Leggiuno[21]
  - Leggiuno; Arolo; Bosco con Marzano e Chirate e Ballarate; Celina; Cerro; Laveno; Mombello; Sangiano
- pieve di Locate[22]
  - Locate; Basiglio; Cassino Scanasio; Fizzonasco; Opera; Pieve; Pizzabrasa; Pontesesto; Quinto de' Stampi; Romano Paltano; Rozzano; Tolcinasco; Torriggio
- pieve di Mariano[23]
  - Mariano; Arosio; Brenna; Cabiate; Carugo; Cremnago; Inverigo; Paina; Romanò; Villa Romanò
- pieve di Mezzate[24]
  - Mezzate; Linate; Peschiera
- pieve di Missaglia[25]
  - Missaglia; Barzago; Barzanò; Bernaga; Brianzola; Bulciago; Cagliano; Casate Nuovo; Casirago; Cassago; Cassina de' Bracchi; Cereda; Cernusco Lombardone; Cologna; Contra; Cremella; Crippa; Lomagna; Maresso; Montevecchia; Monticello; Nava; Oriano; Osnago; Perego; Rovagnate; Santa Maria Hoè; Sirtori; Tegnone; Viganò
- pieve di Nerviano[26]
  - Nerviano; Barbajana; Caronno; Castellazzo; Cornaredo; Garbatola; Lainate; Lucernate; Mantegazza; Monzoro; Origgio; Passirana; Poliano; Pregnana; Rho; Saronno; Vanzago
- pieve di Oggiono[27]
  - Oggiono; Annone; Civate; Dolzago; Ello; Garbagnate Monastero con Brongio; Imberido; Molteno; Sirone; Vergano
- pieve di Olgiate Olona[28]
  - Olgiate Olona; Cairate; Cassina Massina; Castegnate; Castellanza; Cislago; Fagnano con Bergoro; Gorla Maggiore; Gorla Minore; Legnano; Marnate; Nizzolina; Prospiano; Rescalda; Rescaldina; Sacconago con Cassina di Borghetto; Solbiate Olona
- pieve di Parabiago[29]
  - Parabiago; Arluno; Canegrate; Casorezzo; Cerro Maggiore; San Giorgio; San Vittore; Uboldo
- pieve di Pontirolo[30]
  - Trezzo; Basiano; Busnago; Cascine San Pietro; Cassano; Colnago; Concesa; Cornate; Grezzago; Groppello; Porto; Pozzo; Roncello; Trezzano; Vaprio
- pieve di Rosate[31]
  - Rosate; Barate; Bonirola; Cassina di Donato del Conte; Castelletto Mendosio; Coazzano; Conigo; Copiago; Fagnano; Gaggiano; Gudo Visconti; Noviglio; Tainate; Vermezzo; Vigano; Zelo Surrigone
- pieve di San Donato[32]
  - San Donato; Bolgiano; Chiaravalle; Foramagno; Macconago; Morsenchio; Nosedo; Poasco; Quinto Sole; Vajano; Vigentino; Zelo
- pieve di San Giuliano[33]
  - San Giuliano; Arcagnago; Bascapè; Bustighera; Canobbio; Carpianello; Carpiano; Castel Lambro; Cerro; Civesio; Colturano; Gavazzo; Landriano; Mangialupo; Mediglia; Melegnano; Mercugnano; Mezzano; Pairana; Pedriano; Rancate; Riozzo; Robbiano; San Zeno e Foppa; Santa Brera, Sesto Ulteriano; Torre Vecchia; Trognano; Viboldone; Videserto; Vigliano; Vigonzone; Villarzino; Vizzolo; Zivido; Zunico
- pieve di Segrate[34]
  - Segrate; Briavacca; Casa Nova; Cassignanica; Lambrate; Limito; Novegro; Pantigliate; Pioltello; Redecesio; Rodano; Rovagnasco; Tregarezzo; Trenzanesio; San Gregorio Vecchio
- pieve di Settala[35]
  - Settala; Liscate; Lucino; Premenugo
- pieve di Seveso[36]
  - Seveso; Barlassina; Binzago; Birago; Ceriano; Cesano Maderno; Cogliate; Copreno; Lazzate; Lentate; Limbiate; Meda; Misinto; Solaro
- pieve di Somma[37]
  - Somma con Cassina Coarezza; Albusciago; Arsago, Caidate; Casale con Bernate, Inarzo e Tordera; Casorate; Castelnovate; Cimbro; Corgeno; Crugnola; Cuvirone; Menzago; Mezzana; Montonate; Mornago; Quinzano; San Pancrazio; Sesona; Sumirago; Vergiate; Villa Dosia; Vinago; Vizzola
- pieve di Trenno[38]
  - Trenno; Arese; Boldinasco; Cassina del Pero; Cassina Triulza; Cerchiate; Figino; Garegnano Marcido; Lampugnano; Mazzo; Musocco; Pantanedo; Quarto Cagnino, Quinto Romano; Terrazzano; Valera; Villapizzone
- pieve di Varese[39]
  - Varese; Azzate; Barasso; Bizzozero; Bobbiate; Bodio; Brunello; Buguggiate; Capo di Lago; Casciago; Crosio della Valle; Daverio con Dobbiate; Galliate; Gazzada; Gurone; Lissago con Calcinate degli Orrigoni; Lomnago; Luvinate; Malnate con San Salvatore e Monte Morone; Masnago; Morosolo con Mostonate e Calcinate del Pesce; Oltrona; Sant'Ambrogio; Santa Maria del Monte; Schianno; Velate con Cassina Rasa e Fogliaro
- pieve di Vimercate[40]
  - Vimercate; Agrate; Aicurzio; Arcore; Bellusco; Bernareggio; Bernate; Burago; Camparada; Caponago; Carnate; Carugate; Cassina Baraggia; Cavenago; Concorezzo; Lesmo; Mezzago; Omate; Oreno; Ornago; Ronco; Ruginello; Sulbiate Inferiore; Sulbiate Superiore; Usmate; Velate; Villanova
- corte di Monza[41]
  - Monza; Cassina de' Gatti; Cologno; Moncucco; Sant'Alessandro; San Damiano; San Giuliano; Sesto San Giovanni; Villa San Fiorano; Vimodrone
- pieve di Bellano[42]
  - Bellano
- pieve di Dervio[43]
  - Dervio; Corenno; Dorio; Introzzo; Sueglio; Tremenico; Vestreno
- pieve di Lecco[44]
  - Lecco; Acquate; Ballabio Inferiore; Ballabio Superiore; Belledo con Maggianico; Brumano; Castello; Chiuso; Germanedo; Laorca; Morterone; Olate; Rancio; San Giovanni alla Castagna
- pieve di Mandello[45]
  - Mandello con Maggiana; Lierna; Linzanico con Grebbio; Olcio; Rongio con Molina; Somana; Vassena
- pieve di Porlezza[46]
  - Porlezza; Buggiolo; Carlazzo; Cavargna; Cima; Claino con Osteno; Corrido; Cusino; Gottro; Piano; San Bartolomeo; San Nazzaro; Seghebbia; Tavordo
- pieve di Varenna[47]
  - Varenna
- vicariato di Binasco[48]
  - Badile, Binasco, Bubbiano, Calvignasco, Campomorto, Casarile, Casirate, Cassina Bianca, Cavagnera, Gnignano, Lacchiarella, Mandrino, Mandrugno, Mettone, Moirago, Moncucco, Pasturago, Ponte Lungo, San Novo, San Pietro Cusico, Vairano, Vernate, Viano, Vidigulfo, Vigonzino, Villa Maggiore, Zavanasco, Zibido al Lambro, Zibido San Giacomo
- corte di Casale[49]
  - Canzo; Carella; Caslino; Cassina Mariaga; Castel Marte; Longone; Mariaga; Penzano; Proserpio
- squadra dei Mauri[50]
  - Bosisio con Garbagnate Rota; Cesana; Pusiano; Suello con Borima
- squadra di Nibionno[51]
  - Nibionno; Brenno con Camisasca; Casletto; Centemero; Mojana; Rogeno; Tregolo con Costa Masnaga

## Restaurazioni di fine Settecento
La riforma di Giuseppe II fu annullata dopo solo cinque anni dal nuovo imperatore, suo fratello Leopoldo II, nel 1791.
Le guerre napoleoniche rimischiarono però tutto dopo soli altri sei anni. I giacobini applicarono le loro idee illuministiche di uniforme suddivisione del territorio, in parte alla base anche del cassato progetto giuseppino, e la provincia fu sostituita dal molto più ristretto Dipartimento d'Olona nel 1797.
La situazione fu nuovamente sconvolta due anni dopo nel 1799, quando le armate tedesche tornarono in possesso della Lombardia. Il dipartimento, nel frattempo ampliato a dismisura, venne abolito e fu restaurata per la seconda volta la provincia a 61 pievi. Stavolta tuttavia la forma istituzionale tradì l'intento puramente fiscale e bellico del nuovo imperatore Francesco II: il 29 aprile la gestione provinciale fu sbrigativamente affidata alle autorità comunali uscenti, che presero il nome di Amministrazione provvisoria della città e provincia di Milano, per poi passare il 9 giugno a Francesco Nava, il prefetto destituito dai giacobini tre anni prima, che fu posto a capo di una Congregazione delegata per la città e provincia di Milano.
L'anno seguente avvenne il ribaltone finale. Napoleone riprese il comando delle armate francesi e sconfisse rapidamente gli imperiali, che il 30 maggio 1800 si diedero alla fuga lasciando tutti i poteri, sia provinciali che regionali, a una Reggenza provvisoria di sette membri, tre giorni dopo modificata dai transalpini vittoriosi come Amministrazione provvisoria della città di Milano. L'8 giugno venne infine restaurato il Dipartimento d'Olona.